# رودخانه وره
رودخانه وره (به انگلیسی: Werre) رودخانه‌ای است که در آلمان جریان دارد.